# اسلام الشاطر
اسلام الشاطر (عربی: اسلام الشاطر؛ زادهٔ ۱۶ نوامبر ۱۹۷۶) یک ورزشکار اهل مصر است.
از باشگاه‌هایی که در آن بازی کرده‌است می‌توان به باشگاه فوتبال الاتحاد، باشگاه ورزشی اسماعیلی، باشگاه ورزشی الاهلی مصر، باشگاه ورزشی زمالک، و تیم ملی فوتبال مصر اشاره کرد.
وی همچنین در تیم ملی فوتبال مصر بازی کرده است.